# Jaco Engelbrecht
Jacobus Petrus Engelbrecht (* 8. März 1987) ist ein südafrikanischer Kugelstoßer.

## Sportliche Laufbahn
Erste internationale Erfahrungen sammelte Jaco Engelbrecht 2011 bei der Sommer-Universiade in Shenzhen, bei der er mit einer Weite von 18,97 m im Finale den siebten Platz belegte. Anschließend nahm er erstmals an den Afrikaspielen in Maputo teil und gewann dort mit 18,89 m die Silbermedaille hinter dem Ägypter Yasser Farag. Im Jahr darauf belegte er bei den Afrikameisterschaften in Porto-Novo mit 17,91 m den vierten Platz und 2013 wurde er bei den Studentenweltspielen in Kasan mit 19,48 m Fünfter. 2014 nahm er an den Hallenweltmeisterschaften in Sopot teil, schied dort aber mit 17,59 m in der Qualifikation aus. Anschließend gewann er bei den Afrikameisterschaften in Marrakesch mit 18,87 m die Silbermedaille hinter seinem Landsmann Orazio Cremona. 2015 erreichte er bei der Sommer-Universiade im südkoreanischen Gwangju mit 19,20 m Rang sechs und schied daraufhin bei den Weltmeisterschaften in Peking mit 19,04 m in der Qualifikation aus. Anschließend gewann er bei den Afrikaspielen in Brazzaville mit 19,55 m die Bronzemedaille hinter dem Kongolesen Franck Elemba und Mohamed Magdi Hamza aus Ägypten. 2016 siegte er bei den Afrikameisterschaften im heimischen Durban mit 20,00 m, verfehlte aber die Qualifikation für die Olympischen Spiele in Rio de Janeiro. Für die Leichtathletik-Weltmeisterschaften 2017 erhielt er als amtierender Kontinentalmeister ein Freilos, schied aber mit 19,59 m in der Qualifikation aus. 2018 bestritt er in Germiston seinen vorläufig letzten Wettkampf.

## Persönliche Bestleistungen
- Kugelstoßen: 20,63 m, 22. April 2017 in Potchefstroom
  - Kugelstoßen (Halle): 17,59 m, 7. März 2014 in Sopot